# اسنپ-آن
اسنپ-آن (انگلیسی: Snap-on) شرکت تولید صنعتی آمریکایی است، که در سال ۱۹۲۰ تأسیس شد.